# La Raison gourmande
Philosophie du goût
La Raison gourmande : Philosophie du goût est un essai du philosophe Michel Onfray paru en 1995 chez Grasset. Il a fait l'objet d'une nouvelle publication aux éditions Le Livre de poche en 2008.

## Thème
Michel Onfray énonce des réflexions philosophiques sur la nourriture en général, sur la gastronomie, sur le rapport au corps lorsqu'on mange,.

## Accueil critique
L’ouvrage a fait l’objet de nombreuses recensions et critiques littéraires,, philosophiques et même gastronomiques, parfois encore de nombreuses années après sa publication en 1995,.
Le livre atteint 13.000 exemplaires vendus en 2005.